# Sympycnus antennatus
Sympycnus antennatus är en tvåvingeart som beskrevs av Becker 1922. Sympycnus antennatus ingår i släktet Sympycnus och familjen styltflugor. Inga underarter finns listade i Catalogue of Life.